# شورت ورزشی

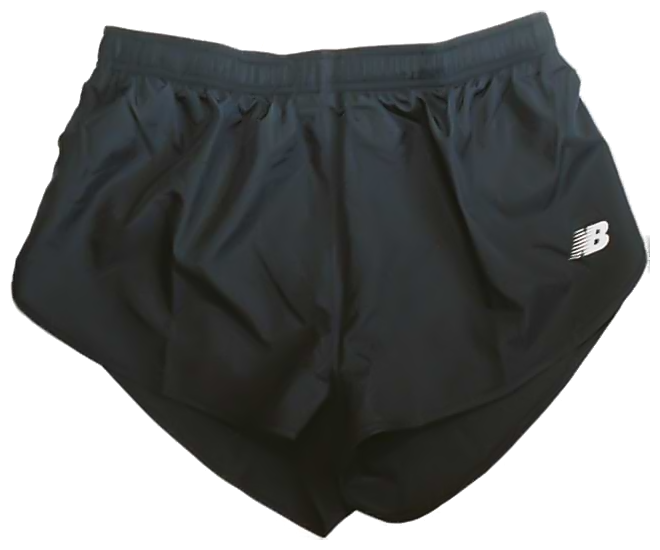
شورت ورزشی

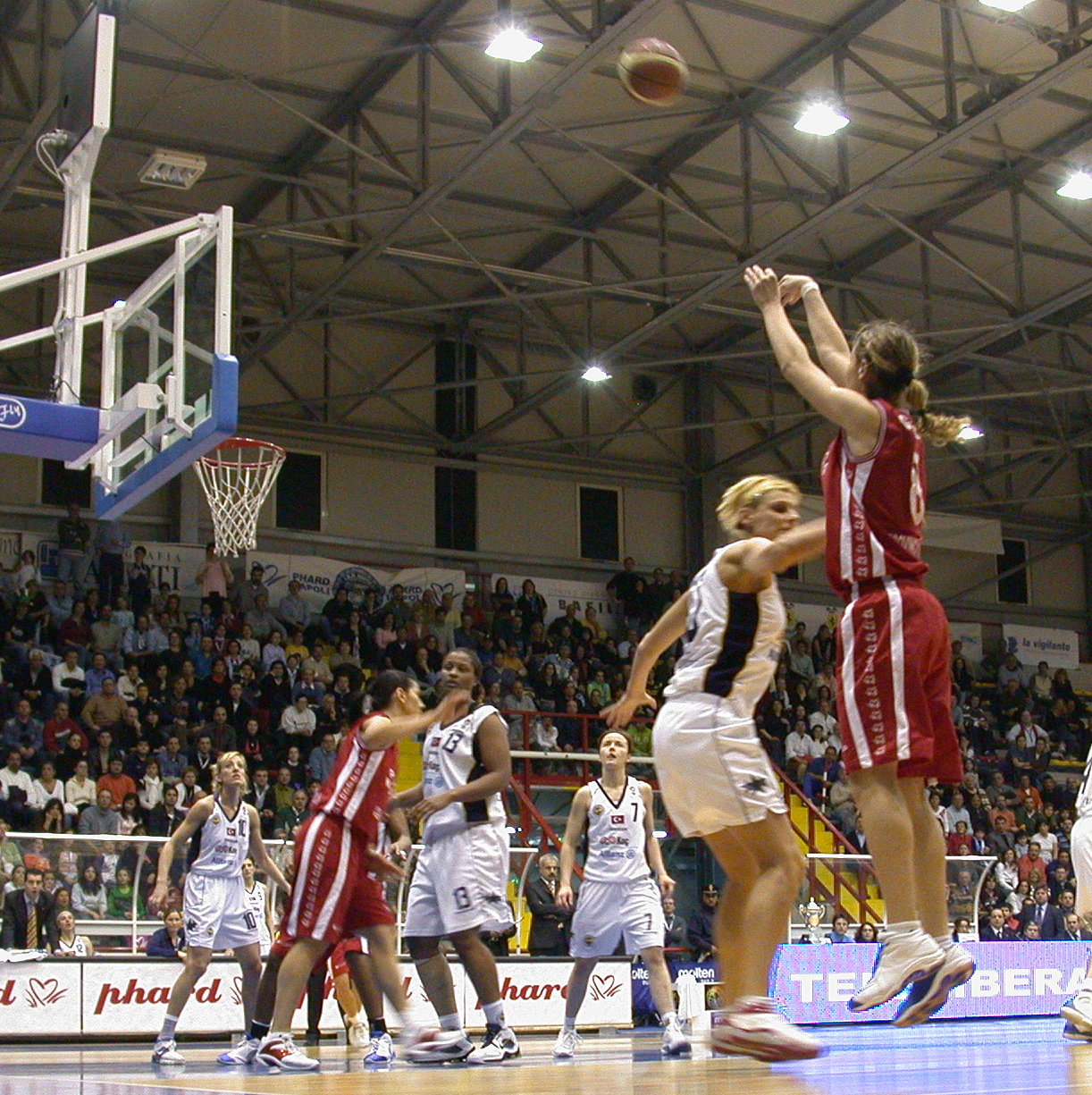
در بسیاری از ورزش‌ها، ورزشکاران از شورت ورزشی استفاده می‌کنند

شورت ورزشی (به انگلیسی: Gym shorts) پوشاکی است که هنگام بسیاری از ورزش‌ها توسط افراد پوشیده می‌شود. این‌نوع شورت‌ها معمولاً از پارچه‌هایی ساخته شده‌اند که حداکثر راحتی و نرمی را فراهم کنند. در ابتدا شورت ورزشی فقط توسط مردان مورد استفاده قرار می‌گرفت؛ اما از اواخر دهه ۱۹۷۰ به بعد، زنان برای راحتی بیشتر در ورزشگاه‌ها و همچنین طی روند پیشرفت مد، پوشیدن شورت ورزشی را آغاز کردند. به‌طور کلی شورت ورزشی مردانه کوتاه‌تر از نوع زنانه آن است. در فرهنگ آمریکا شورت‌های کوتاه به سرعت جای شورت‌های فوقانی ران در ورزش و در خارج از دنیای ورزش را گرفت.

## ساختار
شورت‌های ورزشی معمولاً از مواد مختلفی از جمله نایلون، اکریلیک، پلی استر و مواد شیمیایی پلاستیکی ساخته می‌شوند. البته برای ورزش بهتر است شورت‌هایی با این الیاف مورد استفاده قرار نگیرند؛ زیرا شورت‌هایی با این ساختار تهدیدی جدی برای پوست هستند؛ همچنین باعث آسیب به کبد و کلیه شده و خطر ابتلا به سرطان را به همراه دارند؛ همچنین در صورت استفاده زیاد و مداوم ممکن است در باروری افراد مشکلاتی را بوجود بیاورد. در ورزش‌های طولانی مدت بهتر است به جای این الیاف از پارچه‌هایی با ساختار طبیعی و ارگانیک که سازگار با محیط زیست هستند استفاده شود. الیاف طبیعی و ارگانیک واکنش‌های آلرژیک و تحریک پوست کمتری دارند. به همین دلیل بهتر است شورت‌هایی با الیاف طبیعی مانند: پنبه، ابریشم، پشم، کتانی، کنف و بامبو مورد استفاده قرار گیرد تا از بوجود آمدن راش، کهیر، خارش، تاول، قرمزی و… جلوگیری شود. همچنین شورت مناسب برای ورزش‌های طولانی مدت بهتر است بدون رنگ شیمیایی باشد یا رنگ طبیعی در آن به کار رفته باشد. بسیاری از رنگ‌های شیمیایی حاوی فلزات سنگین و سمی مانند کادمیم و کروم هستند. تمام این مواد در تماس با پوست مشکلات و خطرات زیادی را ایجاد می‌کنند.

## تولیدکننده‌های مطرح
برندهایی مانند نایک، آدیداس و ریباک تولیدکننده‌های معروف شورت‌های ورزشی هستند.

## در مدارس
برای بسیاری از دوره‌های تربیت بدنی در مقاطع ابتدایی و دبیرستان (متوسطه اول و متوسطه دوم)، شورت ورزشی به همراه ژاکت ورزشی نیاز است.

## در فوتبال
در فوتبال معمولاً باید در زیر شورت ورزشی شورت دیگری پوشیده‌شود، همچنین باید رنگ آن شورت نیز به‌رنگ شورت ورزشی باشد.

## در دوچرخه سواری
شورت‌های دوچرخه سواری به منظور بهبود راحتی و کارایی در حین دوچرخه سواری طراحی شده‌است. از جمله فواید آن می‌توان به کاهش مقاومت دوچرخه سوار در برابر باد، افزایش راندمان آیرودینامیکی، محافظت از پوست در برابر اصطکاک پاها با زین دوچرخه، حفاظت از دستگاه تناسلی، جذب عرق پوست و جلوگیری بیماری‌های پوستی، جلوگیری از خستگی عضلانی و کاهش وزن دوچرخه سوار (در مقایسه با پوشیدن شلوار جین و…).